# Десь є син
«Десь є син» (рос. «Где-то есть сын») — український радянський художній фільм 1962 року режисера Артура Войтецького.

## Сюжет
В одному з рибальських селищ живе самотній, суворий і замкнутий старий. Він сповнений думами про свого сина, який пожив після війни трохи у батька, виїхав з селища і не подає про себе ніяких звісток...

## У ролях
- Микола Симонов — Харлампій
- Світлана Дружиніна — Надя
- Віктор Авдюшко — матрос
- Дмитро Франько — Єгор Карпов
- Тамара Полторжицька — Варька
- Олександр Толстих — Льошка
- Саша Кринкін — Сьомка
- Ольга Бган — дівчина на пошті
- Ксенія Козьміна — дружина Харлампія
- В епізодах: Михайло Васильєв, Станіслав Молганов, Людмила Татьянчук

## Творча група
- Сценарист: Дмитро Холендро
- Режисер-постановник: Артур Войтецький
- Оператор-постановник: Юрій Іллєнко
- Художник-постановник: Борис Комяков
- Композитор: Модест Табачников
- Звукооператор: Б. Голєв
- Режисер: Володимир Луговський
- Другий оператор: Альберт Явурян
- Художник по костюмах: Лідія Байкова
- Художник-гример: Наум Маркзицер
- Монтаж: Г. Садовнікова
- Редактор: Володимир Абизов
- Текст пісень: Яків Хелемський
- Директор картини: І. Морозов